# Miezgovce
Miezgovce es un municipio del distrito de Bánovce nad Bebravou en la región de Trenčín, Eslovaquia, con una población estimada a final del año 2024 de 298 habitantes.
Se encuentra ubicado en el centro-sur de la región, cerca del río Bebrava (cuenca hidrográfica del río Danubio) y de la frontera con la región de Nitra.

## Demografía
| Año        | 1994 | 2004    | 2014     | 2024    |
| ---------- | ---- | ------- | -------- | ------- |
| Población  | 242  | 245     | 280      | 298     |
| Diferencia |      | +1,23 % | +14,28 % | +6,42 % |

| Año        | 2023 | 2024    |
| ---------- | ---- | ------- |
| Población  | 296  | 298     |
| Diferencia |      | +0,67 % |